# Cuore rotto
Cuore rotto è un singolo del rapper italiano Rocco Hunt, pubblicato il 29 marzo 2019 come secondo estratto dal quarto album in studio Libertà.

## Descrizione
Il brano è stato realizzato con la partecipazione vocale del rapper Gemitaiz. Il 18 aprile dello stesso anno Rocco Hunt ha pubblicato una seconda versione del brano denominata Nfam' Version e che ha visto anche la partecipazione di Speranza.

## Tracce
Download digitale – 1ª versione
1. Cuore rotto (feat. Gemitaiz) – 3:04

Download digitale – 2ª versione
1. Cuore rotto (Nfam' Version) (feat. Gemitaiz & Speranza) – 3:04